# Bürg (Thurgau)
Bürg is een plaats het in het district Frauenfeld, kanton Thurgau. Het gehucht ligt bij Häuslenen in de gemeente Aadorf.